# Tala Laki
Tala Laki est une localité du Cameroun située dans le département du Mayo-Sava et la région de l'Extrême-Nord, à proximité de la frontière avec le Nigeria. Elle fait partie de l'arrondissement de Tokombéré et du canton de Mada.

## Population
En 1966-1967 la localité comptait 190 habitants, des Mada et des Guiziga.
Lors du recensement de 2005, 1 010 personnes y ont été dénombrées.